# Vaches traversant un gué
Vaches traversant un gué est une peinture qui date de 1836 de l'artiste français Jules Dupré. Peinte à l'huile, la toile représente des agriculteurs menant leur bétail à travers une rivière en Limousin. La façon dont l'horizon bas et le ciel sont rendus dans le tableau témoigne de l'intérêt de Dupré pour les œuvres de John Constable et Richard Parkes Bonington, deux peintres paysagistes. Le tableau inventorié 	
67.213 fait partie des  collections du Metropolitan Museum of Art.

## Vour aussi